# 秋田Aスケ・Bスケ
秋田Aスケ・Bスケ（あきたAスケ・Bスケ）は、戦中〜戦後に活躍した、日本の漫才のコンビ。結成当時は吉本興業、その後、大滝エージェンシー→株式会社パルティール所属。
二人は従兄弟の関係だという。

## メンバー
- 秋田Aスケ（あきたAスケ、本名：山口敬一、1922年3月15日 - 2015年8月24日）立ち位置は向かって右。

徳島県出身。最初は「徳山英介」を名乗りその後秋田實の勧めで秋田英介から秋田英助を経てA助となった。
2015年8月24日、一人暮らしの大阪市内自宅で亡くなっているのを親族が発見した。死因は糖尿病性腎症で、93歳没。
- 秋田Bスケ（二代目）（あきたBスケ、本名：北端和夫、1926年1月4日 - 2016年2月22日）立ち位置は向かって左。

兵庫県神戸市出身。元は歌手志望でAスケに認められ漫才の道に入る。宝塚大劇場前で永らくお好み焼き屋を経営。
2016年2月22日、急性循環不全のため兵庫県宝塚市の病院で逝去。90歳没。

### 元メンバー
- 秋田Bスケ（初代）（あきたBスケ、本名：山口誠一、1922年3月15日 - 1945年?）

徳島県出身。Aスケの双子の弟。

## 来歴
Aスケは1935年に来阪し服地屋（ラシャ屋）で働いていたが、1938年頃にたまたま新聞広告で見た吉本興業で秋田實が開いた漫才道場の記事を見て応募し300名近くいた応募の中で20数名ほどの合格、偶然にも双子の弟も来阪したために誘い、第一期研修生となる。阿倍野にあった花月で初舞台。戦時中はカタカナ使用の禁止で徳山英助・美助（読み同じ）を名乗らされた。
しかし間もなくBスケが病死したため、Aスケは大阪を離れ初代柳家三亀松のカバン持ちをしていたところ、漫才師の守住田鶴子（旧名：高田田鶴子。人生幸朗、浅田家寿郎らの元相方）の甥、また高田水月の叔父にあり、造船所で働いていて神戸の天狗連で名を売っていた二代目Bスケを紹介され、1946年新コンビ結成。1948年、師匠の秋田實が率いるMZ研進会に加わって切磋琢磨し、1951年、秋田と小林一三が立ち上げた宝塚新芸座に納まり、二代目Bスケの猿の物真似で人気爆発する。なお毎日放送（当時新日本放送）の専属であった時期もあり多くの番組に出演した。
その後各々副業を持ち表舞台から離れ、また90年代後半以降は両者共に高齢のため目立った活動をしておらず、後輩の出演する寄席や講演に乞われて顔を出したりする程度であった。1996年5月大阪府知事表彰。
2005年末に結成60年を祝った。2016年2月19日、第19回上方演芸の殿堂入りに選出されたことが発表されたが、Aスケは既に前年8月に死去しており、また二代目Bスケも受賞発表の3日後に死去。同年3月29日の表彰式に出席することはなかった。
秋田門下で唯一『秋田』の屋号を許されており期待が大きかった。
主な弟子には横山ノック（秋田Kスケ）、秋田Cスケ・Pスケ、三代目平和日佐丸（秋田Οスケ）、秋田一号・二号、秋田イチカ・バチカ等がいる。

## 芸風
夢路いとし・喜味こいしの定番ネタ『こうもり傘の張り替え』は、元は秋田實がAスケ・Bスケのために書き下ろしたネタであった事からも分かる通り、しゃべくり漫才を基本としていたが、二代目Bスケが猿の真似で子供達に大人気を博したことから（エテ公のBちゃんと呼ばれた）、話術ではなくギャグ頼みになってしまうジレンマを抱えてしまった。
Aスケは一発芸に依存して稽古に不熱心なBスケを嘆き、また結成60年記念の記者会見でも「最近のお笑いは漫才じゃなくてコントになっている」と苦言をこぼした。

## エピソード
- Aスケは歌手志望だったので、上記のオーディションで藤山一郎の「丘を越えて」を披露したが、審査員一同（特に秋田實）がひっくりかえるほど下手だった。尚秋田實等とともに地方廻った際にも夢路いとし・喜味こいし等と音楽ショウようなものを（青春ブラザーズ）編成しボーカルでよく歌を歌ったりもしていた。
- 二代目Bスケは軍隊の上官の下で奉公の様な形で下働きしていた。ある日上官の愛馬の鬣を棟髪（今でいうモヒカン）に刈ったため逆鱗に触れ日本刀で斬り付けられそうになりそこを飛び出した。
- 猿真似で売った二代目Bスケは、研究のため実際に猿の檻にまで入った。
- この二代目Bスケの猿芸は、間寛平に受け継がれた。[1][2]
- Aスケと二代目Bスケは、コンビ仲の悪さでも有名。出逢って挨拶もせず目も合わせず、移動の際は同じ汽車でも別々の車両に乗り、楽屋では必要最低限しか会話しない（それも直接の会話ではなく弟子の横山ノックが間に入って取り次ぐ形だった）と言われた。
- 桂小枝は子供の頃何度か自宅に行った事がある。

## 出演作品
テレビ・ラジオ
- 上方お笑い大賞

映画
- 弥次喜多漫才道中（1955年）
- 漫才提灯（1956年）
- 漫才長屋に春が来た（1956年）
- 漫才学校 爆笑八人組（1956年）
- 漫才学校 第三部 ゴリラ大暴れ（1956年）
- 花笠太鼓（1956年）
- 漫才学校 爆笑八人組（1956年）
- 漫才学校 第二部 ガヤガヤホテル（1957年）
- 忍術御前試合（1957年）
- 上方演芸 夢月城騒動記（1957年）
- 上方演芸 底抜け捕物帖（1957年）
- 淑女夜河を渡る（1957年）
- 花まつり男道中（1957年）
- 大岡政談　幽霊八十八夜（1958年）
- 百万両五十三次（1959年）
- 伴淳・アチャコのおやじ教育（1959年）
- かた破り道中記（1959年）
- 親バカ子バカ（1960年）
- 獄門坂の決斗（1960年）
- お夏捕物帖 通り魔（1960年）
- 新吾二十番勝負（1961年）
- 喜劇 団地親分（1962年）
- てなもんや三度笠（1963年）
- 大阪ど根性物語 どえらい奴（1965年）

## CD、DVD
- 実況録音 上方漫才黄金時代（コロムビア、1996年）
- 上方漫才全集（コロムビア、1999年）